# La antorcha encendida
A La antorcha encendida (magyar címe nincs, jelentése „A meggyújtott fáklya”) egy 1996-ban bemutatott mexikói telenovella a Televisától. Két fő történetet mutat be, melyek számos szállal kapcsolódnak egymáshoz. Egyrészt végigkíséri a mexikói függetlenségi háború előzményeinek és magának a háborúnak az eseményeit viszonylag jó történelmi hűséggel, másrészt bemutatja három kitalált család, a De Soto, a Muñiz és a Foncerrada családok tagjai közötti szerelmi-féltékenységi-örökösödési bonyodalmakat. A történet során a kitalált szereplők gyakran kapcsolatba lépnek a valósakkal, sőt részt vesznek a történelmi események alakításában is.

## Cselekmény
|  | Alább a cselekmény részletei következnek! |

A történet 1785-ben kezdődik Valladolid városában (ma Michoacán állam fővárosa Morelia néven), ahol Pablo de Irigoyen megtudja, hajadon lánya, Catalina gyermeket vár egy ismeretlen férfitől. Az apa haragra gerjed, és elűzi lányát, aki utazás közben szüli meg gyermekét, Marianót. A nézők azonban tudják: az apa nem más, mint a hírhedt Pedro de Soto, egy gazdag valladolidi spanyol polgár. Mariano hamarosan a négy árva gyermeket gondozó Juana de Foncerrada haciendájára kerül ötödik gyermekként.
A gyermekek felnőnek, és különböző helyekre kerülnek. A mulatt Lorenzo Ignacio López Rayón tlalpujahuai bányájában dolgozik, Luis a spanyol hadsereg katonája lesz, Mariano és az indián Juan Miguel Hidalgo segédjeként, Diego pedig José María Morelos mellett kezd tevékenykedni. Mariano megismeri Teresa de Muñizt és egymásba szeretnek, Luis pedig Pedro de Soto törvényes lányába, Manuelába lesz szerelmes, akinek tetszik ugyan a fiú, de inkább a rangos családból származó Felipe Gómez Crespóhoz szeretne feleségül menni. Egyszer Manuela, miután eltöltött egy éjszakát Luisszal, azt hiszi, gyermeket vár, ettől pedig nagyon megijed. Nagyanyjával, Doña Macariával szövetkezve leitatják Gómez Crespót és ráveszik a házasságra. Luis ezért féltékenységből bérgyilkosokat küld Felipe Gómez Crespóra, akik megsebesítik ugyan, de nem ölik meg, így Hidalgo, a pap, végül összeadja Manuelát és Felipét.
Pedro de Soto, akinek felesége meghalt Santiago nevű fiának születésekor, meg akarja szerezni magának Teresa anyját, Doña Bernardát, aki azonban ellenáll. Pedro megöli Bernarda férjét, és annak végrendelete miatt Teresa gyámjává válik. A lánynak nem engedélyezi, hogy Marianóhoz menjen feleségül.
Eközben elindulnak a függetlenségi háborúhoz vezető események: Luis is részt vesz José de Iturrigaray alkirály, majd a valladolidi összeesküvés tagjainak elfogásában, többek között „testvérét”, Marianót is ő tartóztatja le. Az öt Foncerrada-gyerek közül négyen a függetlenség eszméje mellé állnak, csak Luis harcol ellenük. Ugyancsak támogatja őket Teresa és Santiago de Soto is, akit apja ezért kitagad családjából.
Juant Hidalgóval együtt elfogják Acatita de Bajánnál, és kivégzik ugyanúgy, mint a felkelők vezéreit. Marianót a calderón-hídi csata után tévedésből halottnak hiszik, ezért Teresa elfogadja az őt látszólagos lovagiasságával régóta megtévesztő Pedro de Soto házassági ajánlatát. Amikor José María Morelost elfogják, a harcban Diego is elesik, így már csak három testvér marad életben. Pedro de Soto valamiért azt hiszi, Luis az ő a házasságon kívüli fia, ezt Luis ki is használja, hogy megszerezze „apja” gazdag örökségét. De mivel Bernarda és Matías de Heredia, az ügyvéd rájön, hogy Pedro ölte meg Teresa apját, elmennek Pedro de Sotóhoz, hogy szembesítsék azzal, mit tudnak. Ekkor azonban Pedro megöli Bernardát is, Matíast gyanúba keverve a gyilkossággal. A jelenetet titokban látja a várandós Manuela is, ám a felzaklatottságtól megindul a szülés, és halott gyermeket hoz világra, akinek apja Luis. A lány így apját teszi felelőssé gyermeke haláláért. Mivel férjét nem szereti, de Luist igen, titokban találkozgatnak (Pedro nem tudhat viszonyukról, hiszen ő azt hiszi, Manuela és Luis testvérek), és hogy boldogságuk útjában ne álljon senki, megölik Manuela férjét, Felipét is. Pedro eközben ahhoz a feltételhez köti Luis örökösödését, hogy utokát nemz neki, ezért Luis házassági ajánlatot tesz Gómez Crespo Spanyolországból megérkező nőrokonának, amit az el is fogad. Manuela ezt is nehezen viseli, de megegyeznek, hogy ahogy Felipét is eltették útból, úgy Luis feleségét is majd megölik.
Az utolsó részben azonban mindenki számára kiderül minden igazság, így Luis és Pedro de Soto is egymás ellen fordulnak, és megölik egymást. Mariano és Teresa végül boldogan egymáséi lesznek, pont azzal egyidőben, amikor a Három Garancia Hadserege ünnepélyesen bevonul Mexikóvárosba, és lezárul a függetlenségi háború.
|  | Itt a vége a cselekmény részletezésének! |

## Szereposztás
Kitalált szereplők:
A De Soto család:
- Juan Ferrara ... Don Pedro de Soto
- Julieta Rosen ... Manuela de Soto
- Blanca Ireri ... Manuela de Soto fiatalon
- Jerardo ... Santiago de Soto
- Ofelia Guilmáin ... Doña Macaria
- Isabel Benet ... Ana de Soto

A Muñiz család:
- Leticia Calderón ...  Teresa de Muñiz
- Angélica María ... Doña Bernarda de Muñiz
- Sergio Sánchez ... Jacinto de Muñiz

A Foncerrada család:
- Humberto Zurita ... Mariano Foncerrada
- Alejandro Ruiz ... Diego Foncerrada
- Luis Gatica ... Juan Foncerrada
- Ari Telch ... Luis Foncerrada
- Julio Beckles ... Lorenzo Foncerrada
- Patricia Reyes Spíndola ... Doña Juana de Foncerrada
- Carmen Salinas ... Camila de Foncerrada

Egyéb:
- Lorenzo de Rodas ... Pablo de Irigoyen
- Luz María Jerez ... Catalina de Irigoyen
- Luis Xavier ... Felipe Gómez Crespo
- Aarón Hernán ... Julián de Ibarne atya
- Sergio Jiménez ... Matías de Heredia
- Alejandra Ávalos ... Ángela
- Socorro Bonilla ... Basilia
- Martín Barraza ... Lázaro
- Mercedes Pascual ... Pilar
- Aurora Clavel ... Dominga
- Isaura Espinoza ... Micaela

Valós szereplők:
- Juan Peláez ... Miguel Hidalgo y Costilla
- Sergio Reynoso ... José María Morelos
- Ernesto Laguardia ... Ignacio Allende
- Natalia Esperón ... María de la Luz de las Fuentes
- Alejandro Gaytán ... Indalecio Allende
- María Rojo ... Josefa Ortiz de Domínguez
- Gilberto Román ... Miguel Domínguez
- Mario Iván Martínez ... Ignacio López Rayón
- Roberto Ballesteros ... Vicente Guerrero
- Óscar Bonfiglio ... Guadalupe Victoria
- Raúl Buenfil ... Mariano Matamoros
- Ramón Abascal ... Mariano Jiménez
- Leonardo Daniel ... Juan Aldama
- David Ostrosky ... Mariano Abasolo
- Toño Mauri ... Andrés Quintana Roo
- Juan Carlos Bonet ... Nicolás Bravo
- Antonio Medellín ... José Antonio Torres
- Raúl Castellanos ... Narciso Mendoza
- Katia del Río... Leona Vicario
- Humberto Elizondo ... Hermenegildo Galeana
- Javier Díaz Dueñas ... Pedro Moreno González de Hermosillo
- Esteban Franco ... El Pípila
- Odiseo Bichir ... Servando Teresa de Mier
- Alejandro Tommasi ... José Nicolás de Michelena
- Magda Karina ... Brígida Almonte

- Christian Bach ... María Ignacia 'Güera' Rodríguez
- Enrique Rocha ... Félix María Calleja katona, alkirály
- René Casados ... Agustín de Iturbide
- Sergio Bustamante ... José de Iturrigaray alkirály
- María Rivas ... Inés de Jáuregui alkirályné
- Sergio Kleiner ... Juan Ruiz de Apodaca alkirály
- Roxana Saucedo ... Ana María Huarte
- Julio Bracho ... Simón Bolívar
- Daniel Gauvry ... Alexander von Humboldt
- Ramón Menéndez ... Manuel Abad y Queipo